# Uhrwiller
Ne pas confondre avec Uhlwiller, commune du canton de Haguenau
Uhrwiller est une commune française située dans la circonscription administrative du Bas-Rhin et, depuis le 1er janvier 2021, dans le territoire de la Collectivité européenne d'Alsace, en région Grand Est.
Cette commune se trouve dans la région historique et culturelle d'Alsace.

## Géographie

### Écarts et lieux-dits
- Niefern.

### Communes limitrophes
|            |           | Engwiller  |
| Mulhausen  | Uhrwiller |            |
| Zutzendorf |           | Kindwiller |

### Hydrographie

#### Réseau hydrographique
La commune est dans le bassin versant du Rhin au sein du bassin Rhin-Meuse. Elle est drainée par le ruisseau le Rothbach, le ruisseau de Wissbach et le ruisseau le Kirchbachgraben,.
Le Rothbach, d'une longueur de 23 km, prend sa source dans la commune de Reipertswiller et se jette  dans la Moder à Val-de-Moder, après avoir traversé neuf communes. 

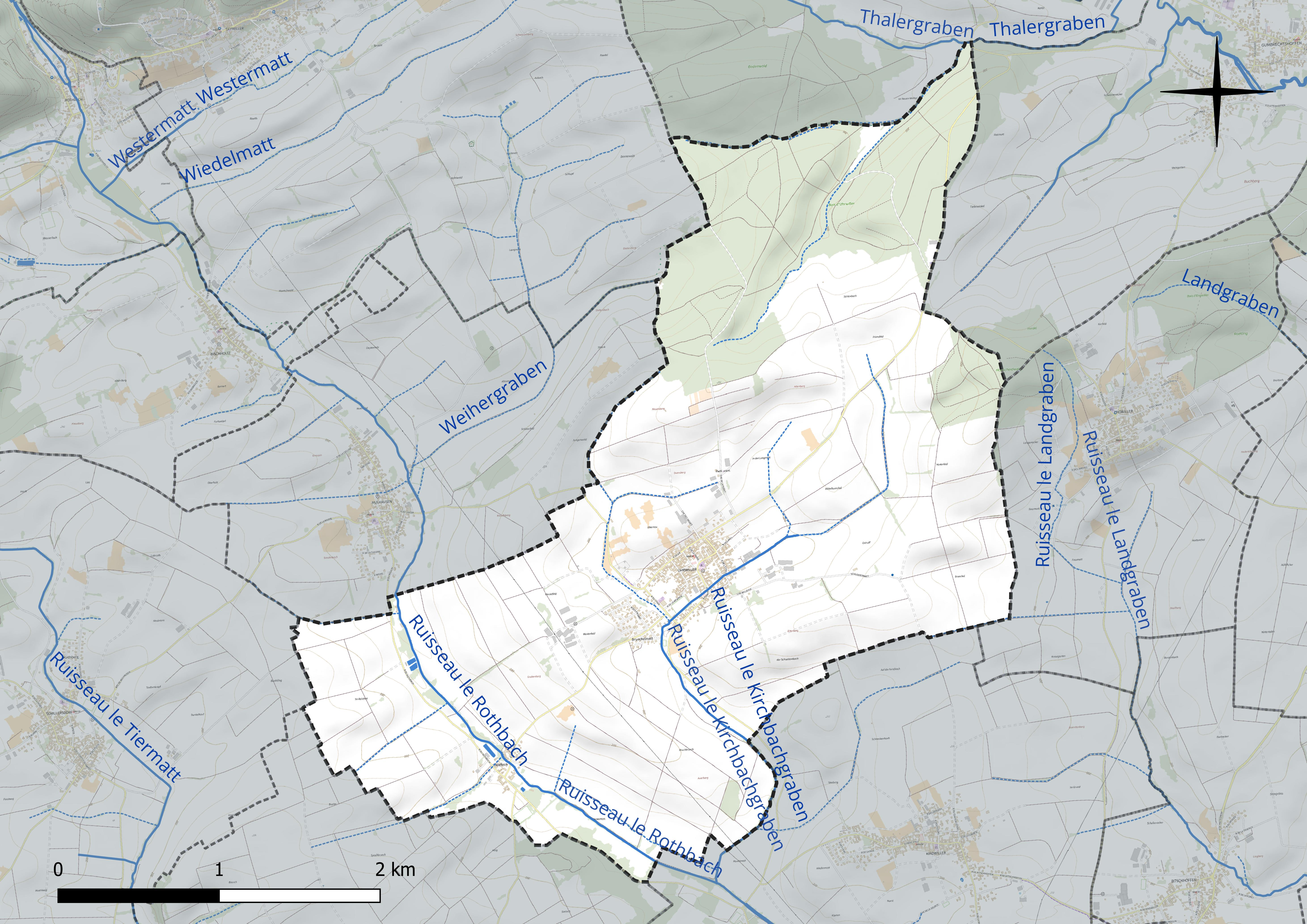
Réseau hydrographique d'Uhrwiller.

#### Gestion et qualité des eaux
Le territoire communal est couvert par le schéma d'aménagement et de gestion des eaux (SAGE) « Moder ». Ce document de planification concerne le bassin versant de la Moder dont le territoire s'étend sur 1 720 km2. Le périmètre a été arrêté le 25 janvier 2006. La commission locale de l'eau a été créée le 12 juillet 2007, puis modifiée le 14 décembre 2021. La structure porteuse de l'élaboration et de la mise en œuvre est le Syndicat des eaux et de l’assainissement Alsace-Moselle (SDEA). 
La qualité des cours d’eau peut être consultée sur un site dédié géré par les agences de l’eau et l’Agence française pour la biodiversité. 

### Climat
Pour des articles plus généraux, voir Climat du Grand Est et Climat du Bas-Rhin.
En 2010, le climat de la commune est de type climat des marges montargnardes, selon une étude du Centre national de la recherche scientifique s'appuyant sur une série de données couvrant la période 1971-2000. En 2020, Météo-France publie une typologie des climats de la France métropolitaine dans laquelle la commune est exposée à un climat semi-continental et est dans la région climatique  Vosges, caractérisée par une pluviométrie très élevée (1 500 à 2 000 mm/an) en toutes saisons et un hiver rude (moins de 1 °C). 
Pour la période 1971-2000, la température annuelle moyenne est de 10,3 °C, avec une amplitude thermique annuelle de 17,7 °C. Le cumul annuel moyen de précipitations est de 804 mm, avec 10,4 jours de précipitations en janvier et 10,3 jours en juillet. Pour la période 1991-2020, la température moyenne annuelle observée sur la station météorologique installée sur la commune est de 10,9 °C et le cumul annuel moyen de précipitations est de 740,0 mm. 
La température maximale relevée sur cette station est de 38,7 °C, atteinte le 7 août 2015 ; la température minimale est de −18 °C, atteinte le 20 décembre 2009,,. 
| Mois                                  | jan.           | fév.           | mars           | avril         | mai           | juin          | jui.          | août          | sep.          | oct.          | nov.          | déc.          | année     |
| ------------------------------------- | -------------- | -------------- | -------------- | ------------- | ------------- | ------------- | ------------- | ------------- | ------------- | ------------- | ------------- | ------------- | --------- |
| Température minimale moyenne (°C)     | −0,4           | −0,6           | 1,6            | 5,1           | 8,9           | 12,1          | 13,8          | 13,1          | 9,8           | 6,4           | 3,2           | 0,4           | 6,1       |
| Température moyenne (°C)              | 2,2            | 2,8            | 6,3            | 11,1          | 14,7          | 18,2          | 20,1          | 19,2          | 15,9          | 11            | 6,3           | 3             | 10,9      |
| Température maximale moyenne (°C)     | 4,8            | 6,2            | 11             | 17,1          | 20,5          | 24,3          | 26,5          | 25,4          | 21,9          | 15,7          | 9,3           | 5,5           | 15,7      |
| Record de froid (°C) date du record   | −14,4 11.01.09 | −16,3 12.02.12 | −15,1 01.03.05 | −5,8 04.04.22 | −0,8 07.05.19 | 2,7 08.06.05  | 5,8 31.07.15  | 4,5 26.08.18  | 0,8 20.09.12  | −5,9 29.10.12 | −7,9 30.11.10 | −18 20.12.09  | −18 2009  |
| Record de chaleur (°C) date du record | 17,6 01.01.23  | 19 27.02.19    | 24,6 31.03.21  | 29,6 21.04.18 | 34,2 27.05.05 | 37,7 09.06.14 | 38,3 03.07.15 | 38,7 07.08.15 | 33,4 15.09.20 | 29,3 13.10.23 | 22,6 02.11.20 | 19,3 31.12.22 | 38,7 2015 |
| Précipitations (mm)                   | 62,2           | 46,7           | 50,9           | 43,1          | 79,3          | 67,9          | 72,9          | 74,1          | 48,8          | 64,9          | 59,1          | 70,1          | 740       |

| Diagramme climatique                                  |             |           |             |             |              |              |              |             |             |            |            |
| J                                                     | F           | M         | A           | M           | J            | J            | A            | S           | O           | N          | D          |
| 4,8−0,462,2                                           | 6,2−0,646,7 | 111,650,9 | 17,15,143,1 | 20,58,979,3 | 24,312,167,9 | 26,513,872,9 | 25,413,174,1 | 21,99,848,8 | 15,76,464,9 | 9,33,259,1 | 5,50,470,1 |
| Moyennes : • Temp. maxi et mini °C • Précipitation mm |             |           |             |             |              |              |              |             |             |            |            |

Les paramètres climatiques de la commune ont été estimés pour le milieu du siècle (2041-2070) selon différents scénarios d'émission de gaz à effet de serre à partir des nouvelles projections climatiques de référence DRIAS-2020. Ils sont consultables sur un site dédié publié par Météo-France en novembre 2022.

## Urbanisme

### Typologie
Au 1er janvier 2024, Uhrwiller est catégorisée bourg rural, selon la nouvelle grille communale de densité à sept niveaux définie par l'Insee en 2022.
Elle est située hors unité urbaine et hors attraction des villes,.

### Occupation des sols
L'occupation des sols de la commune, telle qu'elle ressort de la base de données européenne d’occupation biophysique des sols Corine Land Cover (CLC), est marquée par l'importance des territoires agricoles (77,8 % en 2018), en diminution par rapport à 1990 (78,8 %). La répartition détaillée en 2018 est la suivante : terres arables (70,1 %), forêts (18,7 %), zones urbanisées (3,5 %), zones agricoles hétérogènes (3,1 %), cultures permanentes (2,3 %), prairies (2,3 %). L'évolution de l’occupation des sols de la commune et de ses infrastructures peut être observée sur les différentes représentations cartographiques du territoire : la carte de Cassini (XVIIIe siècle), la carte d'état-major (1820-1866) et les cartes ou photos aériennes de l'IGN pour la période actuelle (1950 à aujourd'hui).

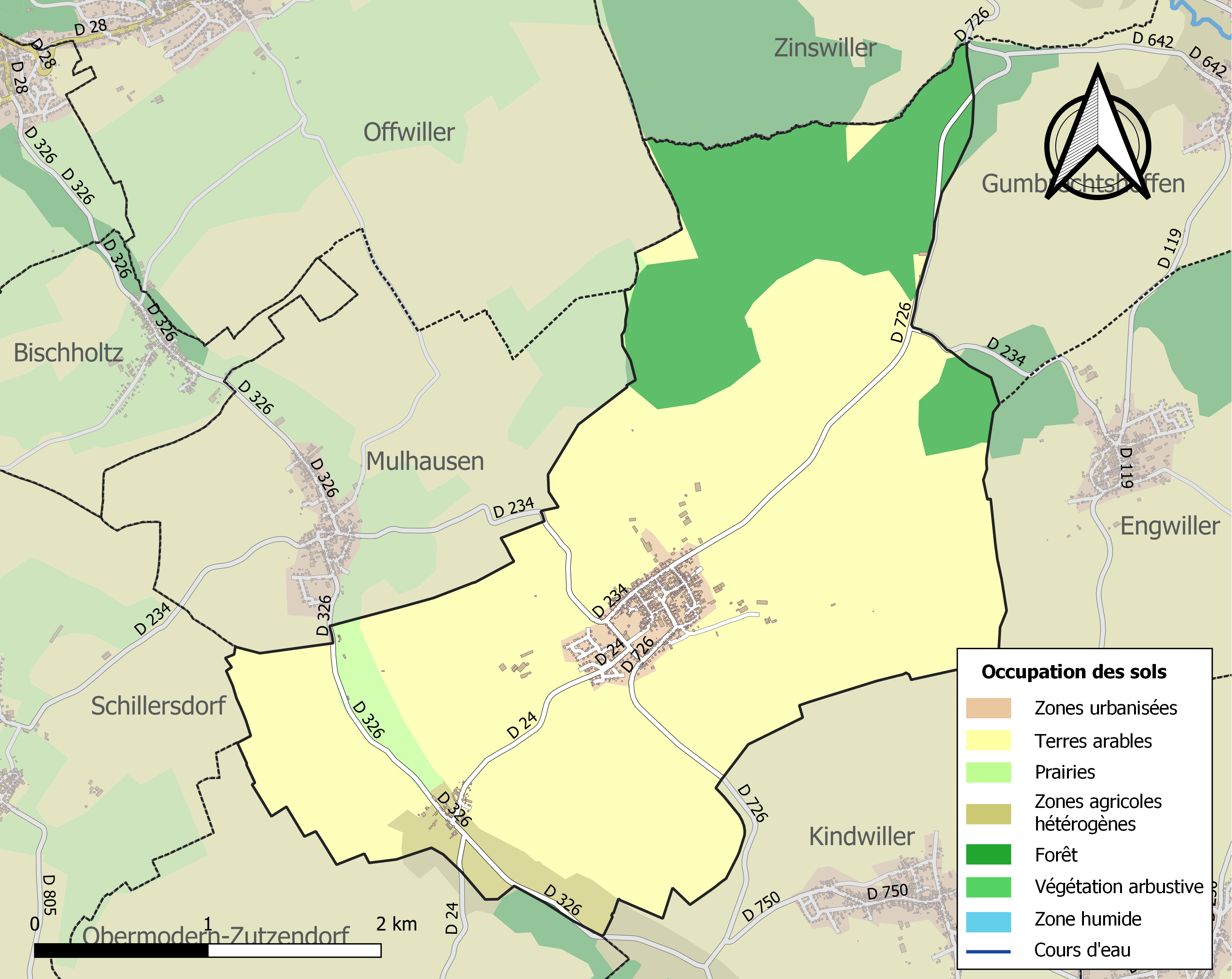
Carte des infrastructures et de l'occupation des sols de la commune en 2018 (CLC).

## Toponymie
Uhrweiller (1793), Uhrwiller (1801).

## Politique et administration

### Liste des maires
| Période                                  | Période  | Identité         | Étiquette | Qualité     |
| ---------------------------------------- | -------- | ---------------- | --------- | ----------- |
| Les données manquantes sont à compléter. |          |                  |           |             |
| mars 2001                                | mai 2020 | Alfred Slovencik |           |             |
| mai 2020                                 | En cours | Michel Fichter   |           | Agriculteur |

## Population et société

### Démographie
L'évolution du nombre d'habitants est connue à travers les recensements de la population effectués dans la commune depuis 1793. Pour les communes de moins de 10 000 habitants, une enquête de recensement portant sur toute la population est réalisée tous les cinq ans, les populations de référence des années intermédiaires étant quant à elles estimées par interpolation ou extrapolation. Pour la commune, le premier recensement exhaustif entrant dans le cadre du nouveau dispositif a été réalisé en 2007.

En 2022, la commune comptait 708 habitants, en évolution de +0,28 % par rapport à 2016 (Bas-Rhin : +3,17 %, France hors Mayotte : +2,11 %).
| 1793 | 1800 | 1806  | 1821  | 1831  | 1836  | 1841  | 1846  | 1851  |
| ---- | ---- | ----- | ----- | ----- | ----- | ----- | ----- | ----- |
| 903  | 776  | 1 096 | 1 196 | 1 098 | 1 119 | 1 060 | 1 063 | 1 035 |

| 1856 | 1861 | 1866 | 1871 | 1875 | 1880 | 1885 | 1890 | 1895 |
| ---- | ---- | ---- | ---- | ---- | ---- | ---- | ---- | ---- |
| 979  | 963  | 942  | 931  | 942  | 912  | 851  | 854  | 839  |

| 1900 | 1905 | 1910 | 1921 | 1926 | 1931 | 1936 | 1946 | 1954 |
| ---- | ---- | ---- | ---- | ---- | ---- | ---- | ---- | ---- |
| 850  | 866  | 848  | 778  | 758  | 739  | 729  | 535  | 659  |

| 1962 | 1968 | 1975 | 1982 | 1990 | 1999 | 2006 | 2007 | 2012 |
| ---- | ---- | ---- | ---- | ---- | ---- | ---- | ---- | ---- |
| 711  | 704  | 681  | 704  | 715  | 697  | 688  | 687  | 702  |

| 2017 | 2022 | - | - | - | - | - | - | - |
| ---- | ---- | - | - | - | - | - | - | - |
| 706  | 708  | - | - | - | - | - | - | - |

### Sports
Uhrwiller possède un club de football, l'Association Sportive d'Uhrwiller, actuellement présidé par Stéphane Weber.
Le club compte trois équipes séniors masculines évoluant en 1re division A, en 1re division B et en 2e division B ainsi qu'une équipe féminine sénior de football à 11.

## Culture locale et patrimoine

### Lieux et monuments
- Église catholique Saint-Michel, qui possède un petit orgue construit en 1901 par Joseph et Martin Rinckenbach, doté d'un seul clavier et d'un petit pédalier, restauré en 1981 par la Manufacture Steinmetz.
- Église protestante, qui possède un orgue en tribune construit en 1958 par Georges et Kurt Schwenkedel, comportant 20 jeux répartis entre 2 claviers et un pédalier.
- Ancienne synagogue détruite[21].

### Personnalités liées à la commune
- Pisla Helmstetter, mémoire de la communauté tzigane d’Alsace.
- Robert Will, architecte, archéologue, historien d'art, né à Uhrwiller en 1910.
- Ernest Will, archéologue et universitaire, né à Uhrwiller en 1913.

### Héraldique
| Blason de Uhrwiller | Blason  | D'azur aux trois fasces d'or. |
| Blason de Uhrwiller | Détails |                               |